# Soška smiljka
Soška smiljka (znanstveno ime Cerastium subtriflorum) je slovenska endemična trajnica iz rodu smiljka (Cerastium) in družine klinčnic (Caryophyllaceae). Vrsta raste primarno na območju slovenskih in italijanskih Alp.

## Vrsta
Soško smiljko je prvi opisal nemški botanik Heinrich Gottlieb Ludwig Reichenbach leta 1841, četudi je takrat rastlini pripisal naziv varietete, C. lanuginosum Willd β. subtriflorum. Kasneje je Reichenbach soško smiljko kot podvrsto omenil v svojem delu Flora Germanica Exsiccata z imenom C. latifolium subtriflorum Rchb. C. subtriflorum je kot vrsto prvi prepoznal Avstrijec David Pacher leta 1886. Avstrijski botanik Günther Beck von Mannagetta und Lerchenau je ločil populacije soške smiljke, ki so rasle v dolini reke Soče, in jih poimenoval z vrstnim imenom C. sonticum Beck. Sledeče raziskave nove vrste (C. sonticum) niso priznale in rastline, rastoče v bližini reke Soče, so bile vnovič obravnavane kot osebki soške smiljke.

## Opis
Kosmata in žlezasta trajnica je majhna, nizko rastoča rastlina, ki doseže tudi do 30 cm višine. Njeni sedeči listi so eliptični do jajčasto-suličasti (spodnji listi so občasno narobe suličasti) in postavljeni nasprotno drug na drugega. Cvetovi so snežno beli. Več cvetov se združuje v socvetja. Soška smiljka cveti med junijem in avgustom. Plod je glavica (kapsula).
Cerastium subtriflorum ima 2n = 36 kromosomov.

## Razširjenost
Soška smiljka raste kot endemit v Julijskih Alpah tako Slovenije kot tudi Italije. Pojavlja se tudi drugje; predvsem na robovih Kamniško-Savinjskih Alp in v dolini reke Save, pa tudi predelih Kamnika in Nevljice, ki se nahajata v osrednjem delu Slovenije. Vrsta poseljuje tako nižinske regije kot tudi alpinski vegetacijski pas do nadmorske višine 2000 metrov. Podlaga habitata je navadno apnenčasta; večino časa je vrsto moč najti na kamnitih travnih površinah, skalnih razpokah, klifih in v gozdu (tamkajšnjih vlažnih kamnitih predelih).
Z vrsto Cerastium subtriflorum je tesno povezana pleistocenska poledenitev, med katero so jugovzhodne Alpe služile kot refugij za mnoge endemične vrste (med drugim tudi soško smiljko). Na istih površinah (simpatrično) prav tako raste nekoliko boljše poznana in precej bolj razširjena gozdna smiljka (Cerastium sylvaticum), ki si s soško deli mnoge morfološke podobnosti. Analize genoma obeh vrst so pokazale, da sta vrsti tesno sorodna sestrska taksona, ki sta v evolucijski zgodovini med evropskimi smiljkami oblikovali lastno linijo. Obe sta tetraploidni vrsti, četudi je za večino drugih smiljk značilna višja raven poliploidije. Raziskovalci menijo tudi, da je med obema taksonoma prišlo do občasne hibridizacije (križanja).
Vrste Cerastium subtriflorum še niso preučevali za uvrstitev na Rdeči seznam IUCN.